# Метрополітен Циндао
Метрополітен Циндао (кит.: 青岛地铁) — система ліній метро в місті Циндао, Шаньдун, КНР. Метрополітен відкрився 16 грудня 2015 року, 22 метрополітен в Китаї. Більшість станції метро в місті підземні, на підземних станціях використовується система горизонтальний ліфт. Естакадні станції Ліній 11 та 13 обладнані захисними скляними дверима приблизно метр заввишки, що відділяють платформу від потяга.

## Історія
Розробка планів будівництва метро розпочалася наприкінці 1980-х, в 1994 розпочали будівництво, але через проблеми з фінансуванням незабаром припинили. Знов до планів повернулися тільки в 2000-х. Через зміни в плані розвитку міста, переробили і проєкт будівництва метро. Знов будівництво розпочалося в 2009 році. Початкова ділянка «Qingdaobei railway station»—"Shuangshan" складалася з 10 станцій та 12 км (Лінія 3). Будівництво Лінії 2 почалося у 2012 році, початкова ділянка лінії складається з 18 станцій та 20.4 км.

## Лінії
| №   | Дата відкриття | Останнє продовження | Кількість станцій | Кінцеві станції                                        | Довжина в км | Кількість підземних станцій |
| --- | -------------- | ------------------- | ----------------- | ------------------------------------------------------ | ------------ | --------------------------- |
| (1) | 10 грудня 2017 | —                   | 18                | «Zhiquan Lu»—«Licun Gongyuan»                          | 20,4         | 18                          |
| (1) | 16 грудня 2015 | 18 грудня 2016      | 22                | «Qingdao railway station»—«Qingdaobei railway station» | 24,8         | 22                          |
| (1) | 23 квітня 2018 | —                   | 21                | «Miaoling Road»—«Qiangu Mountain»                      | 54,4         | 4                           |
| (1) | 26 грудня 2018 | —                   | 21                | «Jinggangshan Road»—«Dongjiakou Railway Station»       | 66,8         | 7                           |

## Розвиток
На квітень 2019 року в місті будується 4 ліній, ще 8 планується.
- Лінія 2 (Червона) — розширення на 23 станції планують відкрити у 2019 році.
- Лінія 1 (Жовта) — будується 29 станцій та 41,6 км. За планом відкриється у 2020 році.
- Лінія 4 (Зелена) — будуються 24 станції та 30,7 км. Відкриються у 2021 році.
- Лінія 7 (Помаранчева) — початкова ділянка відкриється у 2020 році.
- Лінія 8 (Рожева) — початкова ділянка відкриється у 2021 році.

## Галерея

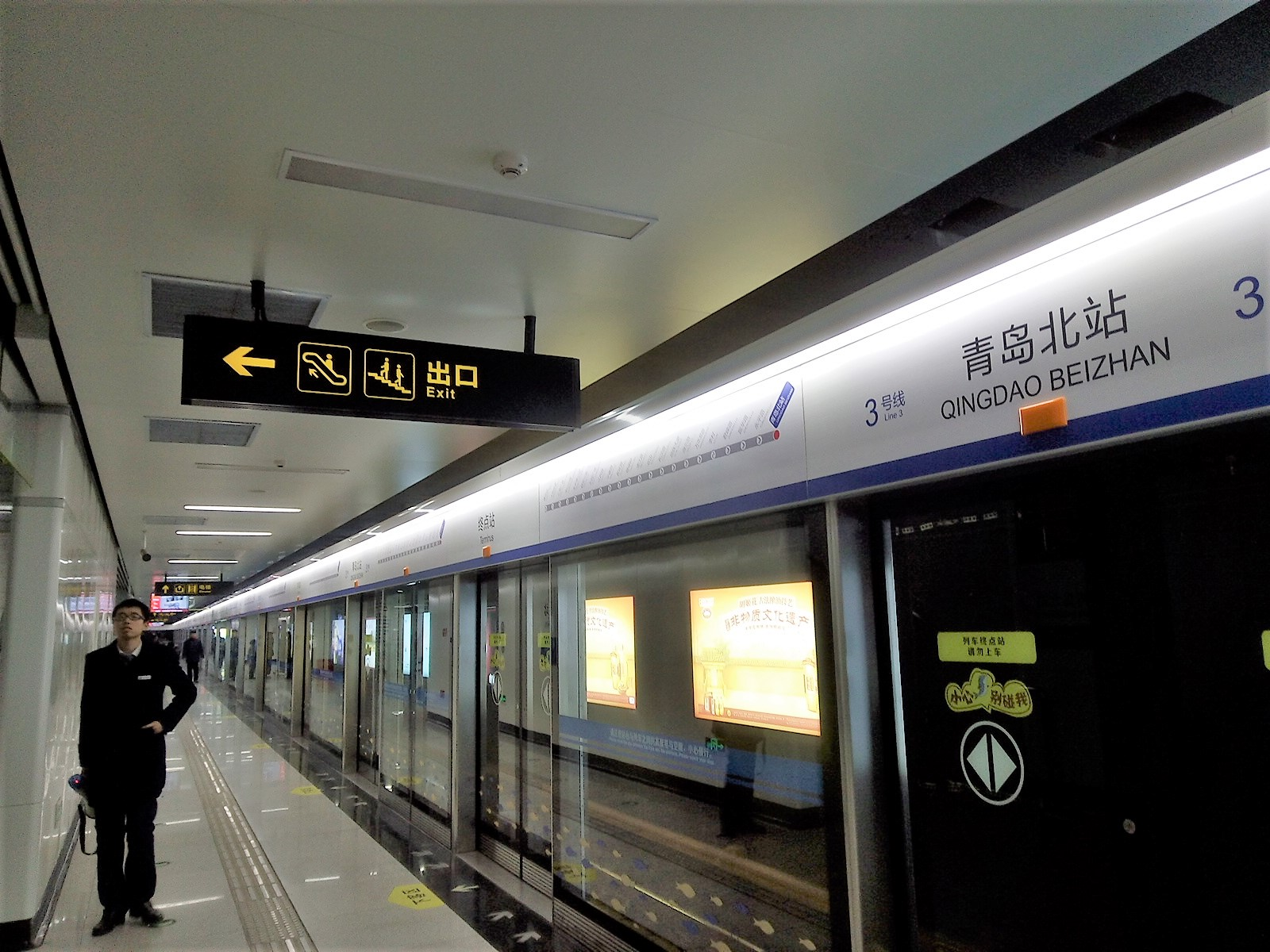
Скляні двері на станції «Beizhan»
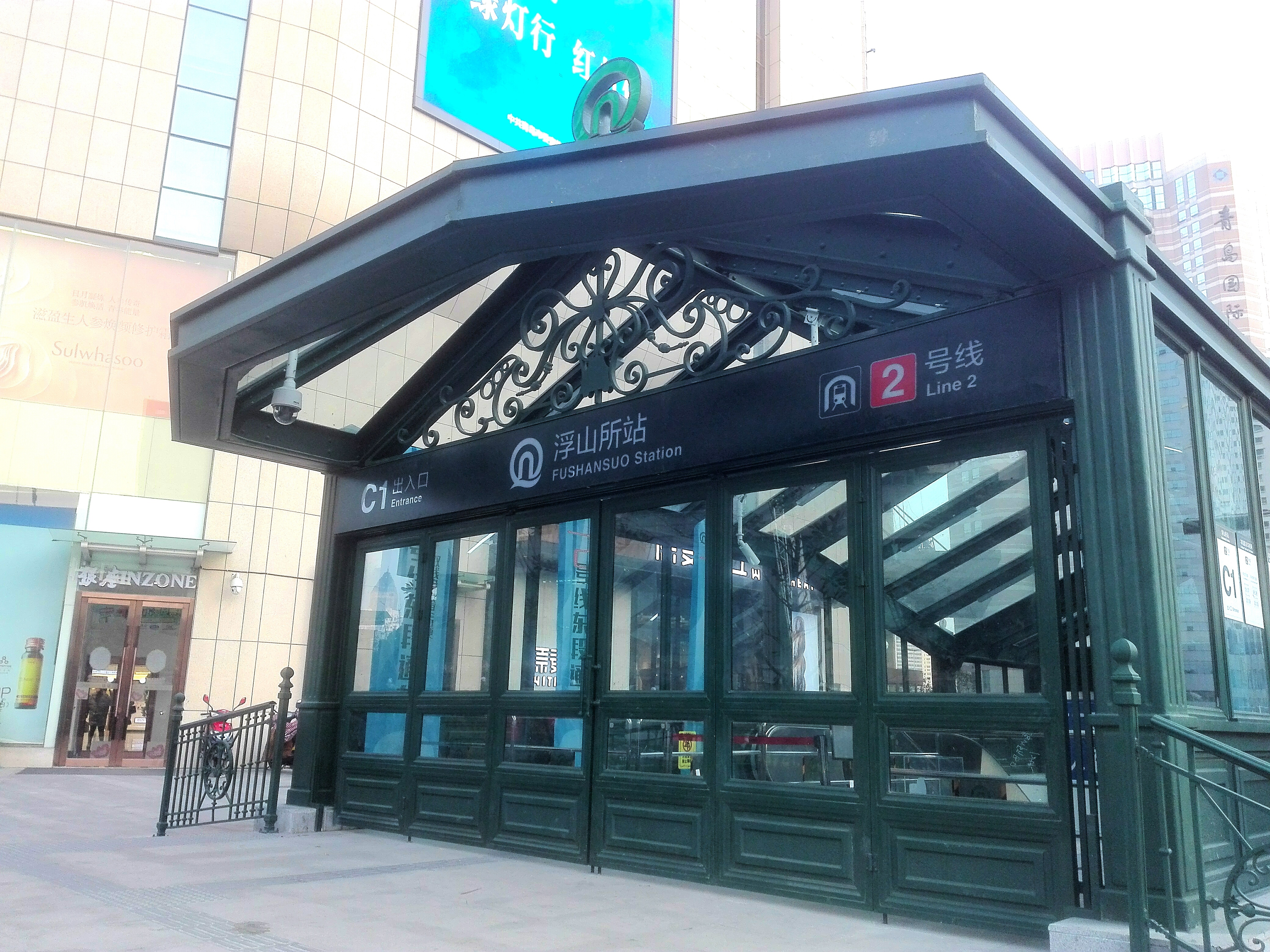
Вихід зі станції «Fushansuo»
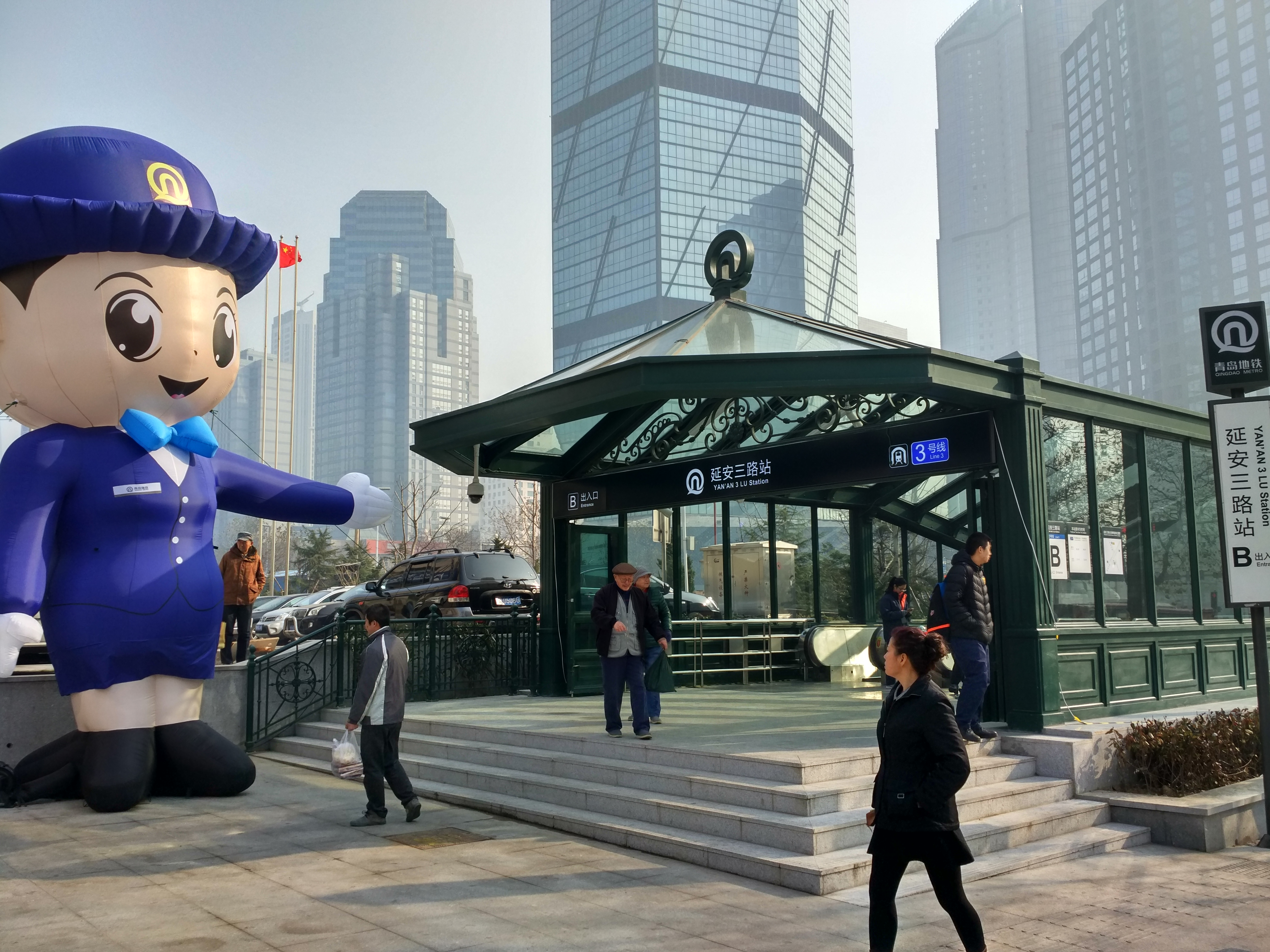
Вихід Б зі станції «Yan'ansanlu»
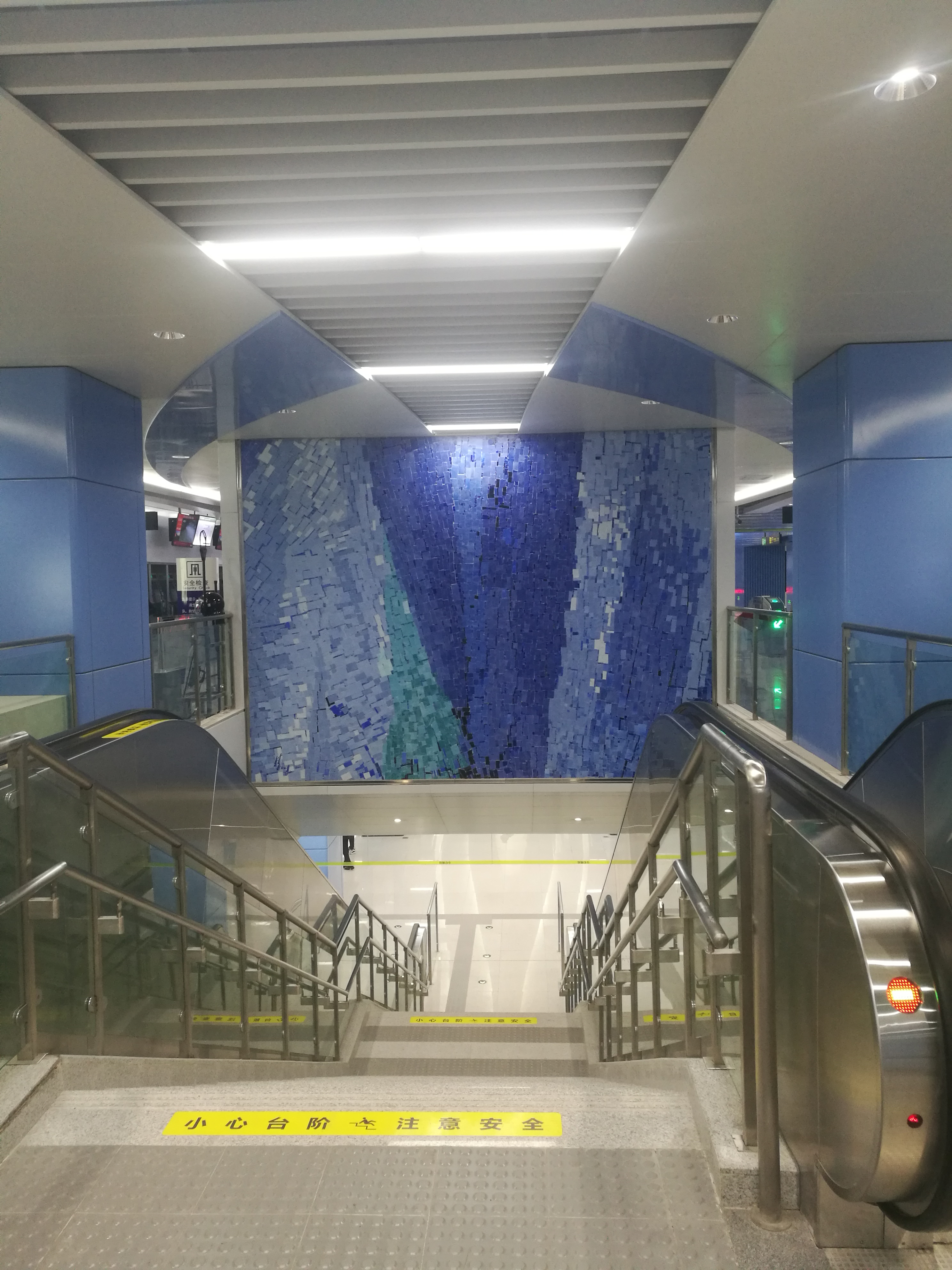
Спуск на станцію «Shilaoren Yuchang»
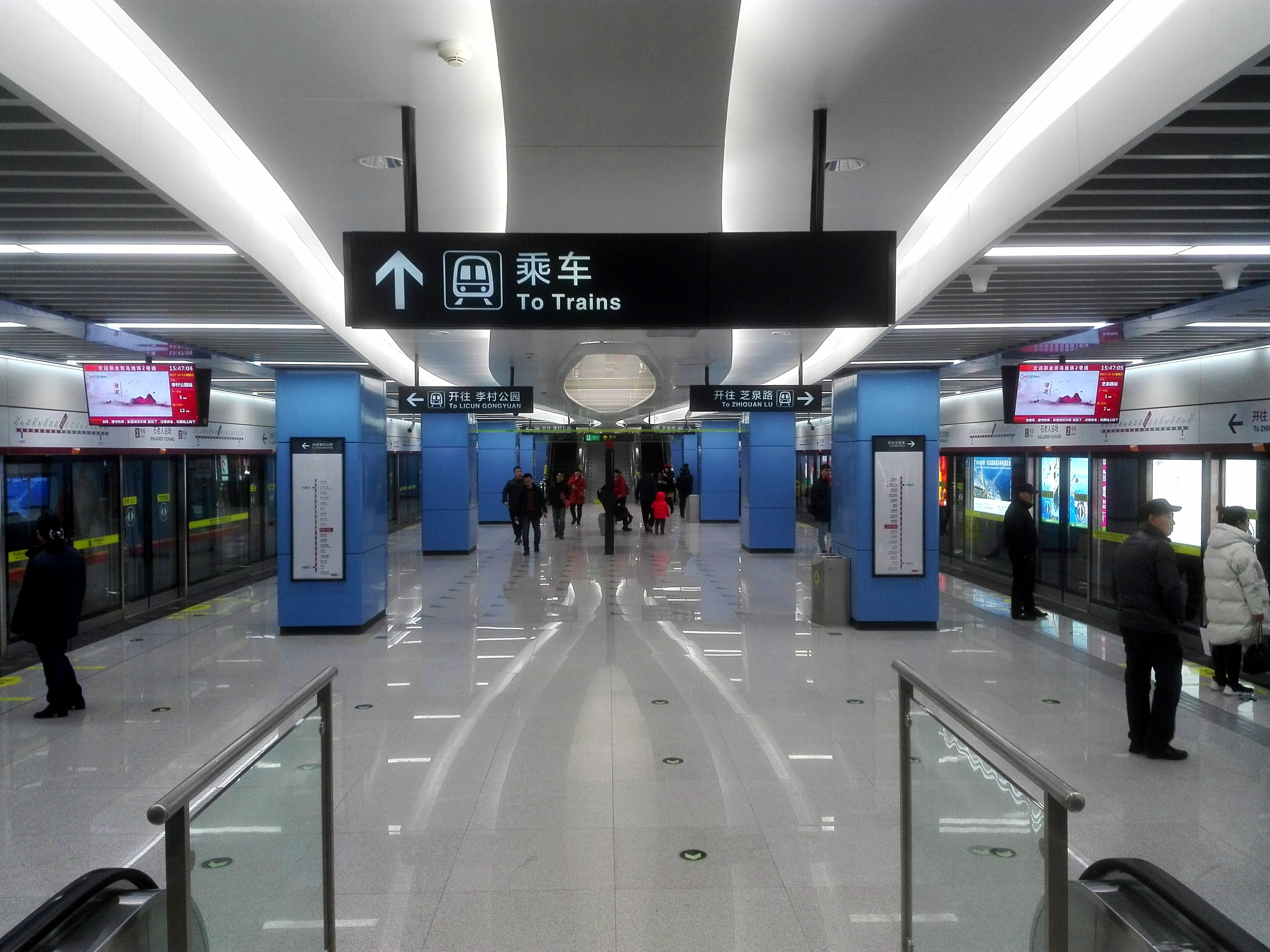
Станція «Shilaoren Yuchang»
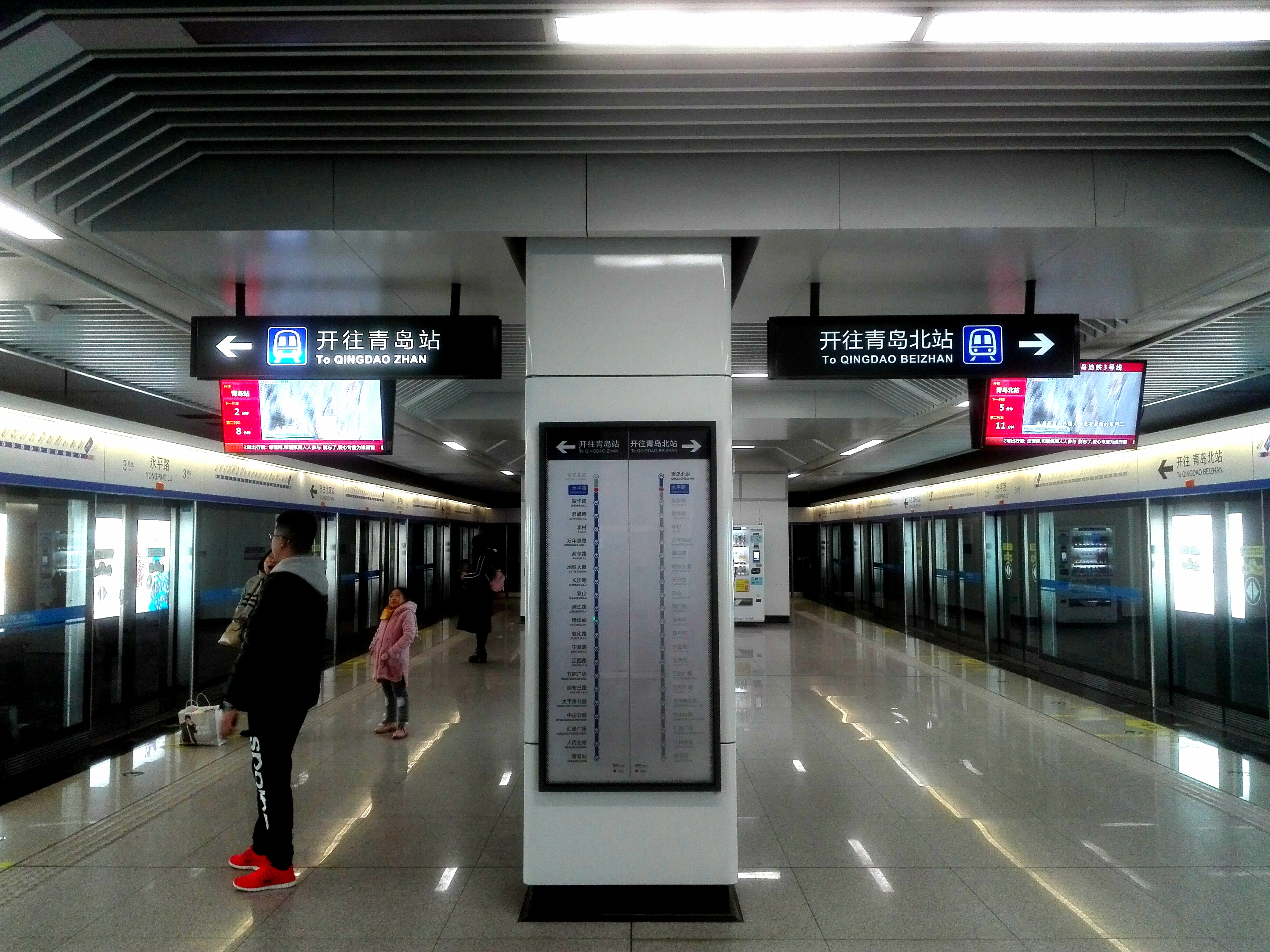
Станція «Yongping Lu»
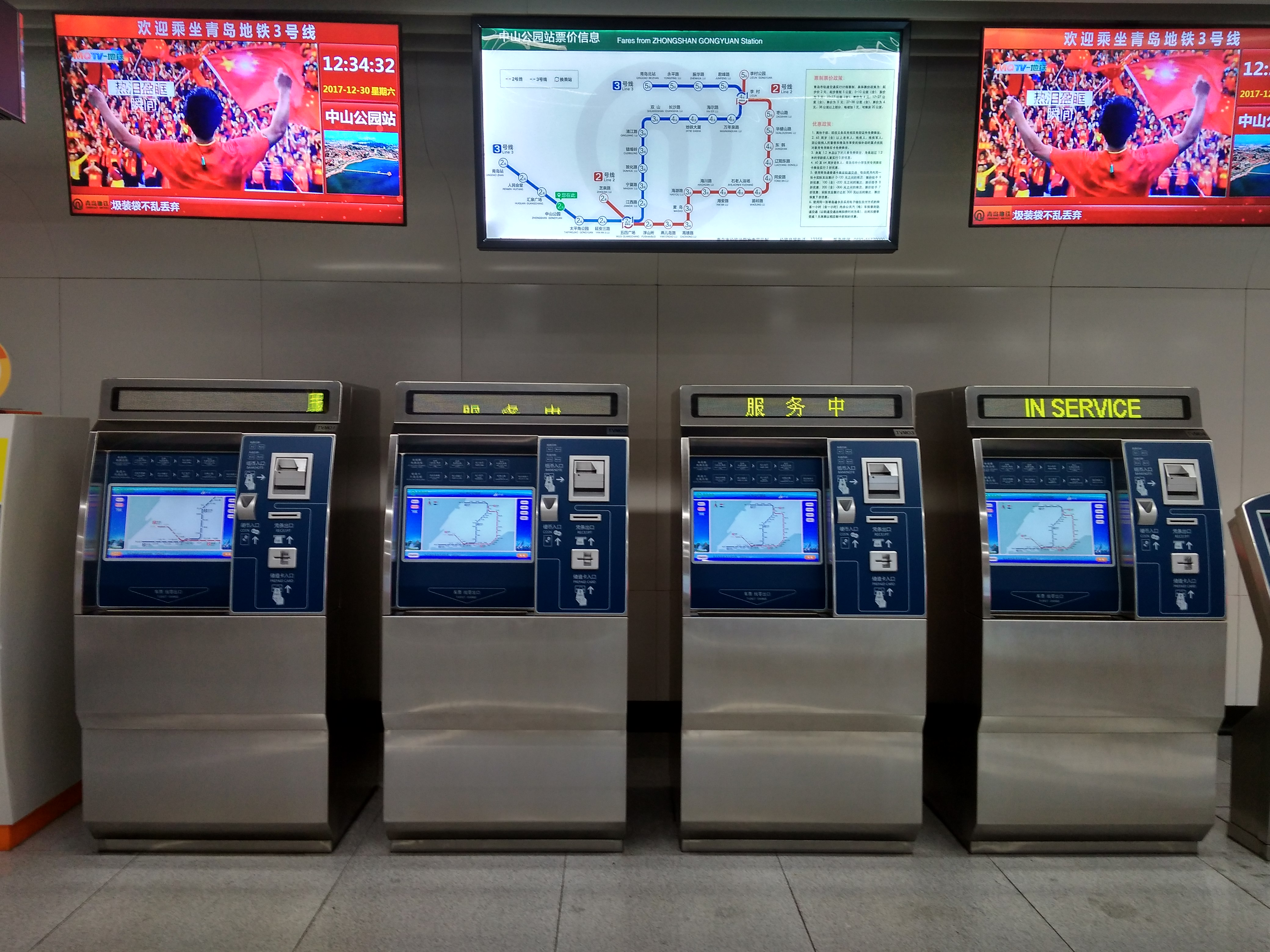
Квиткові автомати
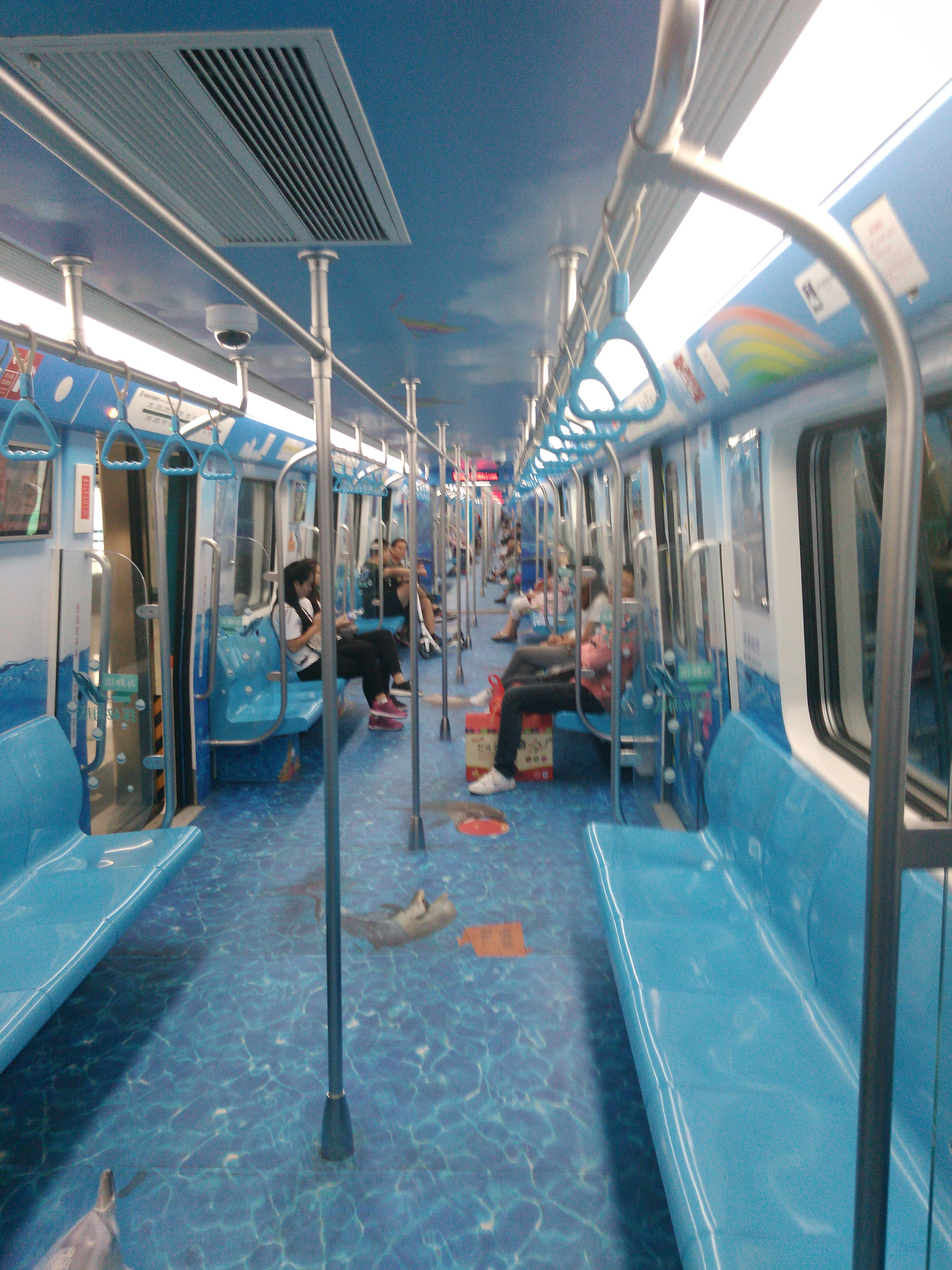
Всередині вагона, Лінія 3